# فضل عنتر
فضل عنتر (عربی: فضل محمد عنتر؛ زادهٔ ۱۳ نوامبر ۱۹۹۵) بازیکن فوتبال اهل لبنان است.
وی همچنین در تیم‌های ملی فوتبال زیر ۲۳ سال لبنان و لبنان بازی کرده‌است.